# پرش نمایشی خرگوش
پرش نمایشی خرگوش (به انگلیسی: Rabbit show jumping)، که به نام چابکی خرگوش یا پریدن خرگوش نیز شناخته می‌شود، یک ورزش جانوری است که در آن جانوران توسط صاحبانشان از طریق یک مسیر هدایت می‌شوند، که از پرش با اسب الگوبرداری شده است. معمولاً در یک سالن بسته و سرپوشیده انجام می‌شود که موانع آن متناسب با خرگوش‌ها باشد. مسابقات در ایالات متحده و چندین کشور اروپایی برگزار شده است. از آنجایی که خرگوش‌ها حیوانات خانگی معمولی هستند، برخی از صاحبان خرگوش‌های خانگی خود را برای این ورزش آموزش می‌دهند.